# 조선왕릉관리소 서부지구관리소
조선왕릉서부지구관리소는2019년 1월 1일 출범한 궁능유적본부의 하부조직으로, 경기도 고양시 덕양구 서오릉로 334-92에 위치하고 있다. 지구관리소장은 과학기술서기관·서기관·임업사무관·시설사무관 또는 행정사무관으로 보한다.

## 연혁
- 1955년 6월 8일: 구황실재산사무총국 소속으로 산림보호구 설치.[2]
- 1961년 10월 20일: 문화재관리국 소속 고양·파주·화성산림보호구로 개편. 파주산림보호구 소속으로 온릉출장소를 설치.[3]
- 1964년 6월 16일: 고양·파주·화성산림보호구를 고양·파주·화성산림보호구사무소로 개편.[4]
- 1969년 11월 5일: 고양·파주·화성산림보호구사무소를 고양·파주·화성지구관리소로 개편.[5]
- 1971년 5월 10일: 파주·화성지구관리소 폐지. 온릉출장소를 고양지구관리사무소로 이관.[6]
- 1972년 11월 16일: 고양지구관리사무소 소속으로 서삼릉출장소 설치.[7]
- 1973년 7월 12일: 화성·파주지구관리사무소를 설치. 고양지구관리사무소 소속으로 장릉출장소 설치.[8]
- 1984년 5월 11일: 장릉출장소를 장릉지구관리사무소로 승격.[9]
- 1998년 2월 28일: 고양·화성·파주·장릉지구관리사무소를 고양·화성·파주·장릉지구관리소로 개편.[10]
- 1999년 5월 24일: 문화재청 소속으로 변경.[11]
- 2007년 3월 15일: 고양·화성·파주·장릉지구관리사무소를 서오릉·융릉·파주·장릉관리소로 개편.[12]
- 2012년 9월 12일: 서오릉·융릉·파주삼릉·장릉관리소와 온릉·서삼릉출장소를 서부지구관리소로 통합하고 조선왕릉관리소의 소속기관으로 편입.[13]
- 2019년 1월 1일: 궁능유적본부 출범에 따라 조선왕릉서부지구관리소로 개편[14]

## 관할구역 및 재산
- 경기도 고양시 용두동 서오릉과 그 부속재산
- 경기도 양주시 장흥면 일영리 온릉과 그 부속재산
- 경기도 고양시 원당동 서삼릉과 그 부속재산
- 경기도 화성시 안녕동 융건릉과 그 부속재산
- 경기도 파주시 탄현면 갈현리 장릉과 그 부속재산
- 경기도 파주시 조리읍 봉일천리 공순영릉과 그 부속재산
- 경기도 파주시 광탄면 영장리 소령원·수길원과 그 부속재산
- 경기도 김포시 풍무동 장릉과 그 부속재산
- 경기도 광명시 노온사동 영회원과 그 부속재산

## 같이 보기
- 동부지구관리소
- 중부지구관리소